# ドイチェ・フースバルマイスターシャフト1925-1926
ドイチェ・フースバルマイスターシャフト 1925-1926 はドイツサッカー協会によって開催された第19回目のクラブチーム全国大会である。SpVggフュルトが優勝し、2回目のドイチャー・フースバルマイスターの座に就いた。

## 概要
今シーズンはサプライズ・番狂わせの連続となった。まず、前回王者1.FCニュルンベルクが南部のズュートドイチェ・フースバルマイスターシャフト1925-1926で敗退した。DM出場圏内の決勝リーグ3位以内はおろか、一次リーグのひとつベツィルクスリーガ・バイエルン2位で早期敗退している。なお、このリーグを一位突破したFCバイエルン・ミュンヘンが決勝リーグを制し、初の南部制覇・DM出場を決めた。しかし、一回戦で中部2位のフォルトゥナ・ライプツィヒに敗れ早々に姿を消している。
昨季準優勝・南部3位のFSVフランクフルトは、準々決勝でベルリン＝ブランデンブルク王者のヘルタBSCに2－8で大敗。北部のノルトドイチェ・フースバルマイスターシャフト1925-1926では、ハンブルガーSVが昨季北部王者の特権で決勝リーグ進出を保証されていたが、24年ぶりに優勝したホルシュタイン・キールの後塵を拝し、北部2位での出場となった。その他、中部2位フォルトゥナ・ライプツィヒと西部3位BVアルテンエッセン06の出場が驚きだった。
ドイチャーマイスターはSpVggフュルト、12年ぶり2回目である。ベツィルクスリーガ・バイエルンでは3位であったが、ズュートドイチャー・ポカール (南部ドイツカップ) 勝者のため決勝リーグに進出、2位で南部代表となった。この全国の舞台では調子を上げ優勝したが、所属地域を制覇できていないクラブがドイツ制覇をしていいのかどうか、このような結果をもたらした出場枠拡大の見直しを求める声も上がった。
西部ドイツの3クラブは、初戦全滅という失望的結果に終わった。これを受けて、「一シーズンを二年間かけて消化する」というヴェストドイチェ・マイスターシャフトの現行方式に批判が集まり、来季からの一年一シーズン制復活の呼び水となった。
労働者体操・スポーツ協会ではドレスデナーSV1910、ドイツ体操団体ではMTVフュルトが、それぞれのドイチェ・マイスターシャフトを制覇した。ドイツ青年活力は大会を開催しなかった。

## 出場クラブ[2]
| クラブ                         | 出場資格                                                            |
| VfBケーニヒスベルク            | バルティッシェ・フースバルマイスターシャフト1925-1926優勝           |
| シュテッティナーSC             | バルティッシェ・フースバルマイスターシャフト1925-1926準優勝         |
| ブレスラウアーSC08             | ズュートオストドイチェ・フースバルマイスターシャフト1925-1926優勝   |
| FCヴィクトリア・フォルスト     | ズュートオストドイチェ・フースバルマイスターシャフト1925-1926準優勝 |
| ヘルタBSC                      | ベルリナー・フースバルマイスターシャフト1925-1926優勝               |
| SVノルデン＝ノルトヴェスト98   | ベルリナー・フースバルマイスターシャフト1925-1926準優勝             |
| ドレスナーSC                   | ミッテルドイチェ・フースバルマイスターシャフト1925-1926優勝         |
| SVフォルトゥナ・ライプツィヒ02 | ミッテルドイチェ第二代表決定プレーオフ勝利                          |
| ホルシュタイン・キール         | ノルトドイチェ・フースバルマイスターシャフト1925-1926優勝           |
| ハンブルガーSV                 | ノルトドイチェ・フースバルマイスターシャフト1925-1926準優勝         |
| VfRケルン04rrh.                | ヴェストドイチェ・フースバルマイスターシャフト1925-1926優勝         |
| BVアルテンエッセン06           | ヴェストドイチェ・フースバルマイスターシャフト1925-1926準優勝       |
| デュイスブルガーSpV            | ヴェストドイチェ第三代表決定プレーオフ勝者                          |
| FCバイエルン・ミュンヘン       | ズュートドイチェ・フースバルマイスターシャフト1925-1926優勝         |
| SpVggフュルト                  | ズュートドイチェ・フースバルマイスターシャフト1925-1926準優勝       |
| FSVフランクフルト              | ズュートドイチェ・フースバルマイスターシャフト1925-1926三位         |

## ラウンドオブ16
開催日：1926年5月16日

会場：ヴェダオシュターディオン (デュイスブルク)、ヴァッカーシュターディオン (ライプツィヒ)、ヴァルトシュターディオン (フランクフルト・アム・マイン)、プロイセン=プラッツ (ベルリン)、シュポルトパルク・クラインブルク (ブレスラウ)、ホルシュタイン=シュターディオン (キール)、ロンホーフ (フュルト)、ミュンガースドルファー・シュターディオン (ケルン)
| チーム #1                      | スコア | チーム #2                    |
| ------------------------------ | ------ | ---------------------------- |
| SVフォルトゥナ・ライプツィヒ02 | 2–0    | FCバイエルン・ミュンヘン     |
| FSVフランクフルト              | 2–1    | BVアルテンエッセン06         |
| デュイスブルガーSpV            | 1–3    | ハンブルガーSV               |
| ヘルタBSC                      | 4–0    | VfBケーニヒスベルク          |
| ホルシュタイン・キール         | 8–2    | シュテッティナーSC           |
| VfRケルン04rrh.                | 1–2    | SVノルデン＝ノルトヴェスト98 |
| ブレスラオアーSC08             | 1–0    | ドレスナーSC                 |
| SpVggフュルト                  | 5–0    | FCヴィクトリア・フォアスト   |

## 準々決勝
開催日：1926年5月30日

会場：シュポルトプラッツ・ホーエルフト (ハンブルク)、ツァボ (ニュルンベルク)、ドイッチェス・シュターディオン (ベルリン)、プロープスタイダー・シュターディオン (ライプツィヒ)
| チーム #1                  | スコア | チーム #2                      |
| -------------------------- | ------ | ------------------------------ |
| ハンブルガーSV             | 6–2    | SVフォルトゥナ・ライプツィヒ02 |
| ヘルタBSC                  | 8–2    | FSVフランクフルト              |
| SVノルデン＝ノルトヴェスト | 0–4    | ホルシュタイン・キール         |
| SpVggフュルト              | 4–0    | ブレスラオアーSC08             |

## 準決勝
開催日：1926年6月6日

会場：ドイッチェス・シュターディオン (ベルリン)、ラインシュターディオン (デュッセルドルフ)

| チーム #1     | スコア | チーム #2              |
| ------------- | ------ | ---------------------- |
| ヘルタBSC     | 4–2    | ハンブルガーSV         |
| SpVggフュルト | 3–1    | ホルシュタイン・キール |

## 決勝
| SpVggフュルト                                                                          | 4 – 1    | ヘルタBSC  |
| -------------------------------------------------------------------------------------- | -------- | ---------- |
| ザイデラー 27分 · アウアー 35分 · ロイシュナー 38分 (o.g.) · ヴィリー・アシャール 68分 | レポート | ルーフ 9分 |

| SpVggフュルト          |  |                                                 |
|                        |  |                                                 |
|                        |  | グスタフ・ヘーアグレーン                        |
|                        |  | ハンス・ハーゲン (1894年生まれのサッカー選手)   |
|                        |  | ルートヴィヒ・ラインベアガー                    |
|                        |  | ウーアベル・クラウス                            |
|                        |  | ゲオーク・キースリン                            |
|                        |  | ヴィリー・アシャール                            |
|                        |  | コンラート・クラインライン                      |
|                        |  | ヨーゼフ・ミュラー (1893年生まれのサッカー選手) |
|                        |  | アンドレアス・フランツ (サッカー選手)           |
|                        |  | カール・アウアー (サッカー選手)                 |
|                        |  | ロニー・ザイデラー                              |
| 監督                   |  |                                                 |
| ウィリアム・タウンリー |  |                                                 |

| ヘルタBSC |  |                                                     |  |
|           |  |                                                     |  |
|           |  | アルフレート・ゲッツェ (サッカー選手)               |  |
|           |  | マックス・フィッシャー (1889年生まれのサッカー選手) |  |
|           |  | エミル・ドムシャイト                                |  |
|           |  | オットー・ロイシュナー                              |  |
|           |  | ヴィリ・フェルカー                                  |  |
|           |  | カール・テーヴェス                                  |  |
|           |  | ハンネ・ゾベク                                      |  |
|           |  | ヴィリ・キアザイ                                    |  |
|           |  | エーリヒ・ギューレ                                  |  |
|           |  | ハンス・グレンツェル                                |  |
|           |  | ハンス・ルーフ                                      |  |
| 監督      |  |                                                     |  |
|           |  |                                                     |  |

|  |  |

## 得点ランキング[5]
| 選手 | 選手                                  | クラブ                 | 試合数 | 得点数 |
| ---- | ------------------------------------- | ---------------------- | ------ | ------ |
| 1.   | オットー・ハーダー                    | ハンブルガーSV         | 3      | 6      |
| 2.   | ヴィリ・キーアザイ                    | ヘルタBSC              | 4      | 5      |
| 3.   | ヴァルデマー・リュプケ (サッカー選手) | ホルシュタイン・キール | 3      | 4      |
| 4.   | ヴィリー・アッシャール                | SpVggフュルト          | 4      | 4      |
| 4.   | アンドレアス・フランツ (サッカー選手) | SpVggフュルト          | 4      | 4      |
| 4.   | ハンス・ルーフ                        | ヘルタBSC              | 4      | 4      |